# Romonya, Baranya
Romonya este un sat în districtul Pécs, județul Baranya, Ungaria, având o populație de 456 de locuitori (2011). 

## Demografie
Componența etnică a satului Romonya
     Maghiari (90,85%)
     Germani (7,14%)
     Croați (1,34%)
     Români (0,67%)
Componența confesională a satului Romonya
     Romano-catolici (56,8%)
     Fără religie (13,38%)
     Reformați (7,89%)
     Luterani (1,54%)
     Necunoscută (19,74%)
     Atei (0,66%)
     Alte religii (2,19%)
Conform recensământului din 2011, satul Romonya avea 456 de locuitori. Din punct de vedere etnic, majoritatea locuitorilor (90,85%) erau maghiari, existând și minorități de germani (7,14%) și croați (1,34%).  Din punct de vedere confesional, majoritatea locuitorilor (56,8%) erau romano-catolici, existând și minorități de persoane fără religie (13,38%), reformați (7,89%) și luterani (1,54%). Pentru 19,74% din locuitori nu este cunoscută apartenența confesională.